# Pellucistoma bensoni
Pellucistoma bensoni är en kräftdjursart som beskrevs av McKenzie och Joseph Swain 1967. Pellucistoma bensoni ingår i släktet Pellucistoma och familjen Cytheromatidae. Inga underarter finns listade i Catalogue of Life.